# Lucio Emilio Regillo
Lucio Emilio Regillo (in latino Lucius Aemilius Regillus; fl. 190-189 a.C.) è stato un politico e militare romano, ammiraglio della flotta romana durante la guerra romano-siriaca.

## Biografia

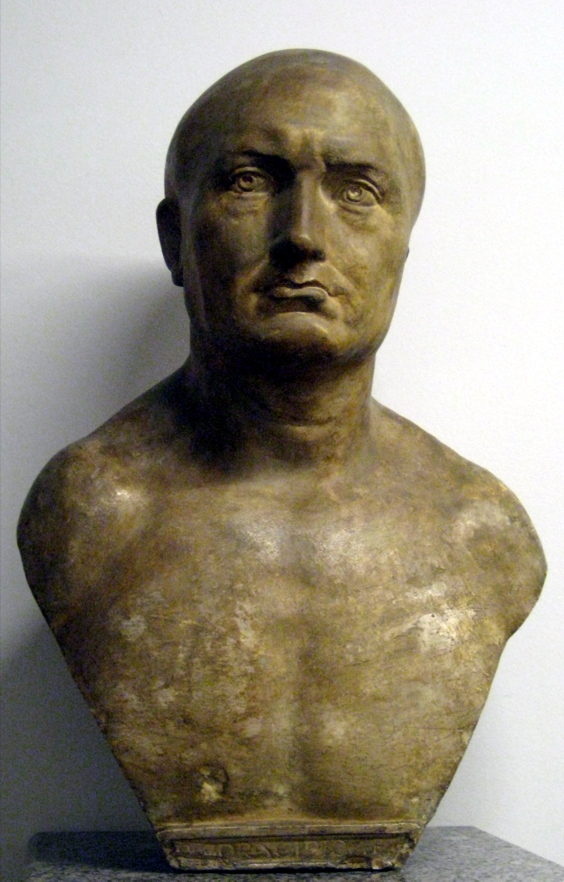
Busto di Scipione l'Africano, fratello di Scipione Asiatico (console nel 190 a.C.) e generale durante la guerra contro Antioco (Museo Puškin, Mosca)

Nato da Marco Emilio Regillo (flamen Martialis nel 215 a.C.), gran parte dei primi anni di vita di Lucio Regillo e della sua carriera militare sono sconosciuti; sappiamo che fu eletto pretore nel 190 a.C. e quindi nominato comandante delle forze navali romane al posto di Marco Giunio Bruto (che comandava 20 navi da guerra) e di Gaio Livio Salinatore, che si trovava nel Mar Egeo al comando della flotta impegnata nella guerra romano-siriaca. Nel mese di luglio, Regillo partì per prendere l'effettivo comando della flotta in Oriente. Mentre passava il Pireo, il pretore fu raggiunto dal rodiano Epicrate con quattro navi, che lo informò della sconfitta dell'esercito di Rodi, e nell'arrivare a Samo fu raggiunto anche dal rodiano Tamisicrate con due quinqueremi, da due quadriremi inviate da Livio Salinatore come scorta e dal re pergameno Eumene II con due quinqueremi. Arrivato a Samo, Regillo prese infine ufficialmente il comando della flotta da Salinatore e questi gli consigliò di fare vela con tutta la flotta verso Efeso, per bloccare la flotta nemica nello stretto porto della città. Obbligato dal cattivo tempo ad abbandonare Efeso, il pretore tornò infine a Samo.

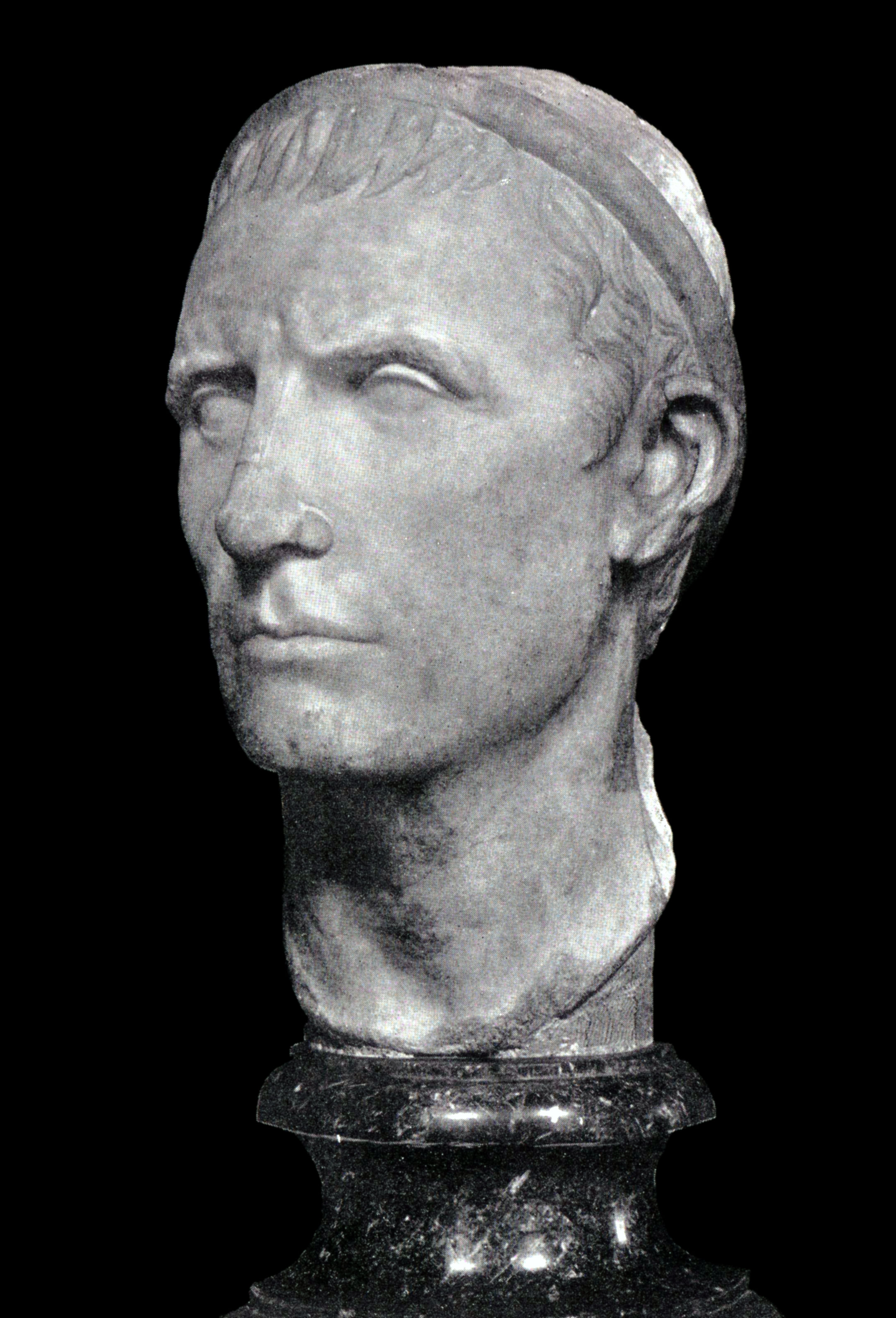
Busto di Antioco III il Grande, sovrano seleucide che combatté contro i Romani al tempo di Regillo (Museo del Louvre, Parigi)

Successivamente Regillo, insieme ai rodiani, si recò a Elea, per aiutare il re di Pergamo contro l'armata di Antioco; quest'ultimo inviò allora dei messaggeri per iniziare le trattative di pace. Regillo, i rodiani ed Eumene decisero però di rigettare la proposta del re seleucide, dicendo che solo i consoli potevano avere il permesso di negoziare una pace. Lasciando il figlio Seleuco a Elea, Antioco continuò quindi per Adramittio, seguito dalla flotta di Regillo ed Eumene, che andarono a difendere la città. Mentre Eumene sarebbe andato nell'Ellesponto ad aiutare l'esercito del console Lucio Scipione, le flotte di Roma e Rodi rimasero a Samo per prevenire l'attacco della flotta seleucide da Efeso; in quel periodo morì sull'isola il fratello di Regillo, Marco. Poco dopo, il generale nemico Polissenida, iniziò l'assedio di Nozio, una cittadina appartenente alla sfera di Colofone; gli abitanti di quest'ultima città chiamarono allora in aiuto Regillo, che era rimasto a lungo inattivo sull'isola di Samo; il pretore, spinto dai suoi consiglieri, accettò di salpare per aiutare la città di Colofone. Dirigendosi dunque verso Chio per fare rifornimento, Regillo fu informato che i cittadini di Teo si erano schierati dalla parte di Antioco e il pretore si diresse quindi verso questa località per trattare con la città: dopo aver passato il Mionesso, i Romani arrivarono a Teo e iniziarono a dilagare nelle campagne che circondavano la città. Gli abitanti della città decisero dunque di arrendersi ai Romani e questi risalirono sulle navi per andarsene dalla città e procedere la loro campagna; nel frattempo, però, Polissenida era stato informato dei movimenti di Regillo e aveva portato la sua flotta a Macris, un'isola di fronte al Mionesso.

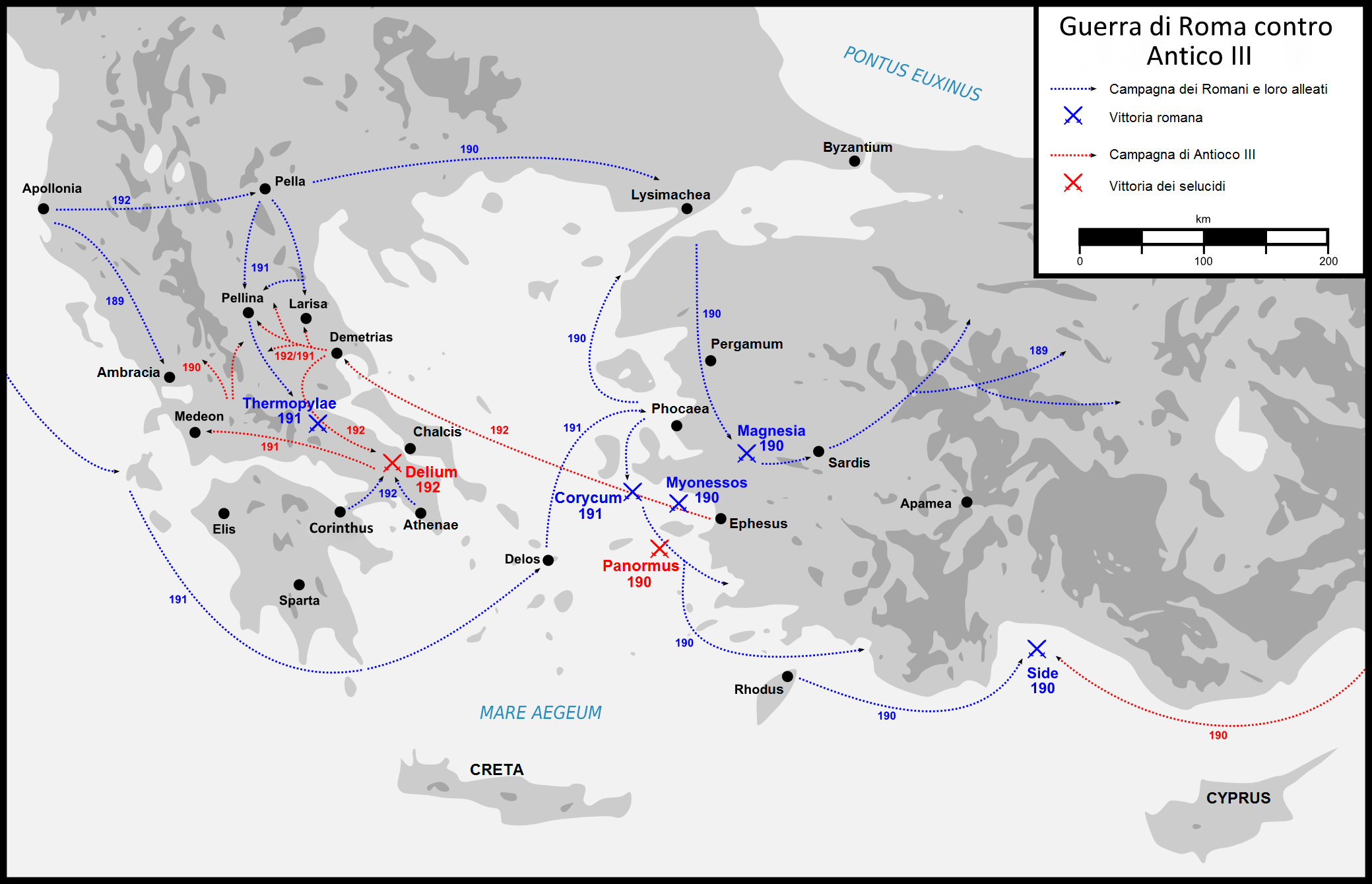
Mappa degli scontri tra Romani e Seleucidi tra il 192 e il 189 a.C.

Il pretore venne a sapere delle mosse del nemico subito prima di salpare e, mettendo quindi in formazione da battaglia le navi (quelle romane davanti sotto il suo diretto comando e quelle rodiane dietro sotto il controllo di Eudamo), si diresse verso Macris per incontrare Polissenida; anche questi era salpato e le due flotta si incontrarono nella zona di mare tra Samo e il Mionesso. Polissenida aveva formato una lunga linea di navi ed Eudamo, rendendosi conto che quelle romane erano in svantaggio numerico, portò le sue veloci imbarcazioni sul lato destro, per evitare di essere accerchiato. Nonostante il leggero svantaggio numerico, le ottantatré navi sotto il comando di Regillo, delle quali ventidue erano quelle fornite da Rodi, sconfissero la flotta seleucide di novanta unità comandata da Polissenida nella battaglia di Mionesso, assicurando il Mar Egeo sotto il controllo di Roma e dei suoi alleati di Rodi e Pergamo. Dopo la vittoria, Regillo si diresse verso il porto di Efeso con la sua schiera di navi e, dopo aver fatto arrendere i nemici, si ritirò a Chio, dove fece riparare le navi danneggiate. Il pretore inviò quindi Lucio Emilio Scauro sull'Ellesponto con trenta navi per affiancare l'esercito consolare e diede ai Rodiani parte del bottino prima di dargli il permesso di tornare sulla loro isola. Poco dopo Regillo si diresse da Chio verso Focea e, entrato con le navi nel porto, invase la città con le sue truppe; dopo un piccolo combattimento gli abitanti della città chiesero una tregua e, vedendo che Antioco non avrebbe inviato nessun rinforzo, si arresero ai Romani; questi, nonostante avessero promesso di non saccheggiare la città, lo fecero comunque poiché i comandanti non erano riusciti a fermare i soldati. Lasciando la flotta nel porto, Regillo decise di stabilire i suoi uomini a Focea, poiché l'inverso stava arrivando.
Al suo ritorno a Roma nel 189 a.C., Regillo fu accolto dal Senato, il quale, sapendo che l'ormai ex pretore aveva inflitto la sconfitta decisiva alla flotta di Antioco, decretò per lui, quasi all'unanimità, il trionfo navale, che fu celebrato il 1º febbraio. Nel 179 a.C. il censore Marco Emilio Lepido edificò l'aedes Larum Permarinum, dedicato ai Lari Permarini, votato da Regillo durante la battaglia di Mionesso.